# Disturbios antiestadounidenses en Panamá de 1959
Los disturbios antiestadounidenses en Panamá de 1959 ocurrieron durante la celebración de la independencia panameña el 3 de noviembre de 1959. Las manifestaciones comenzaron ese día cuando los panameños, influenciados por el exministro de Relaciones Exteriores Aquilino Boyd, amenazó con una "invasión pacífica" de la Zona del Canal de Panamá controlada por los Estados Unidos, para izar la bandera de la república como evidencia tangible de la soberanía de Panamá sobre el territorio.

## Antecedentes
El 2 de mayo de 1958, un grupo aproximado de 75 jóvenes universitarios, en una operación clandestina y secreta, sorprendieron a las autoridades estadounidenses que administraban el canal de Panamá y sembraron en varios lugares simbólicos la bandera panameña, siendo llamado el operativo Operación Soberanía.

## Disturbios
Preocupados de que las masas panameñas pudieran forzar la entrada a la Zona del Canal, Estados Unidos convocó a sus tropas. Varios cientos de panameños cruzaron barreras de alambre de púas y se enfrentaron con la policía y las tropas estadounidenses. Una segunda oleada de ciudadanos panameños fue rechazada por la Guardia Nacional panameña, apoyada por tropas estadounidenses. Siguiendo el caos extenso, una turba rompió las ventanas de la biblioteca de la Agencia de Información de los Estados Unidos. La bandera de los Estados Unidos fue arrancada de la residencia del embajador y pisoteada. Se arrojaron piedras contra efectivos, fueron dispersados con gases lacrimógenos. Tres soldados estadounidenses fueron heridos y dos estudiantes detenidos.
Conscientes de que la hostilidad pública se estaba saliendo de control, los líderes políticos intentaron recuperar el control sobre sus seguidores, pero no lo lograron. Las relaciones entre los dos gobiernos estaban gravemente tensas. Las autoridades estadounidenses erigieron una valla en la frontera de la Zona del Canal, y los ciudadanos estadounidenses que residen en la Zona del Canal observaron un boicot voluntario a los comerciantes panameños, quienes tradicionalmente dependían en gran medida de estos patrones.
Las tensiones ya se habían avivado antes en medio del descontento por la Zona del Canal. En mayo de 1958, los estudiantes que se manifestaban contra los Estados Unidos se enfrentaron con la Guardia Nacional y nueve personas murieron en la violencia. El 17 de septiembre de 1960, el presidente estadounidense Dwight D. Eisenhower intentó desactivar el asunto dejando que la bandera de Panamá ondee junto a la Barras y Estrellas de los Estados Unidos dentro de la Zona del Canal. Después de los acontecimientos de 1959, la violencia se produjo nuevamente en 1964.